# Frontière entre l'Arkansas et le Texas
 (décembre 2023).
Si vous disposez d'ouvrages ou d'articles de référence ou si vous connaissez des sites web de qualité traitant du thème abordé ici, merci de compléter l'article en donnant les références utiles à sa vérifiabilité et en les liant à la section « Notes et références ».
La frontière entre le Texas et l'Arkansas est une frontière intérieure des États-Unis délimitant les territoires du Texas à l'ouest et de l'Arkansas à l'est.
Son tracé emprunte d'abord la rivière Rouge au niveau du méridien N 94° 30' longitude ouest jusqu'à celui 94° 2' 35 " longitude ouest qu'il parcourt jusqu'au 33e parallèle nord, partageant en deux la ville de Texarkana, Texarkana (Arkansas) et Texarkana (Texas).

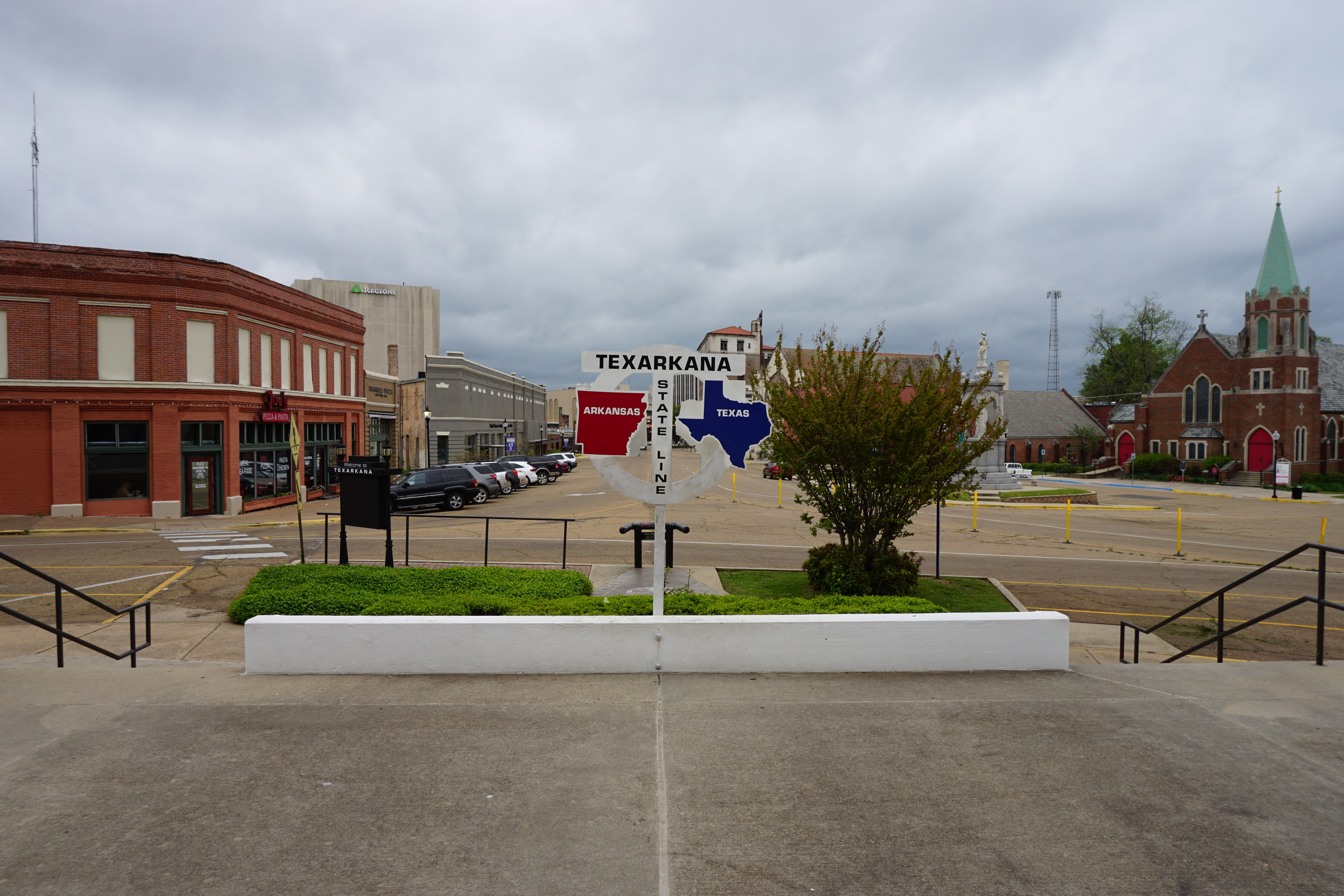
La State Line Avenue à Texarkana.